# De Havilland Canada DHC-6 Twin Otter
O De Havilland Canada DHC-6 Twin Otter, atualmente denominada Viking Air DHC-6 Twin Otter, é uma aeronave utilitária desenvolvida originalmente pela De Havilland Canada. Desde 2012 a Viking Air detém o direito de fabricação.
Suas características são fácil manobrabilidade, descolagem/aterragem em pistas de curta dimensão e uma alta taxa de subida. É utilizado para transporte de passageiros e carga, evacuação de pessoas em urgência médica, paraquedismo, filmagens aéreas e transporte executivo.

## Variantes
DHC-6 Série 100Bimotor de transporte utilitário com performance STOL, equipado com dois motores turboélice Pratt & Whitney PT6A-20 de 550 shp (410 kW).
DHC-6 Série 110Variante da Série 100 construída para atender aos BCAR (Regulamentos Britânicos de Aviação Civil).
DHC-6 Série 200Versão aprimorada.
DHC-6 Série 300Bimotor de transporte transporte utilitário com performance STOL, equipado com dois motores turboélice Pratt & Whitney Canada PT6A-27 de 680 shp (510 kW) (715 ESHP).
DHC-6 Série 300MAeronave de transporte militar multiuso. Apenas dois protótipos foram produzidos como demonstradores de "prova de conceito". Ambas foram posteriormente revertidas para o padrão da Série 300.
DHC-6 Série 310Variante da Série 300 construída para atender aos BCAR (Regulamentos Britânicos de Aviação Civil).
DHC-6 Série 320Variante da Série 300 construída para atender aos Regulamentos Australianos de Aviação Civil.
DHC-6 Série 300SSeis aeronaves demonstrativas equipadas com onze assentos, spoilers e sistema antitravamento de freios. Todas foram posteriormente reconvertidas para o padrão da Série 300.
Viking Air DHC-6 Série 400Produzido pela Viking Air, com primeiras entregas em julho de 2010. É equipado com dois motores Pratt & Whitney Canada PT6A-34 e disponível com trem de pouso convencional, flutuadores simples, flutuadores anfíbios, skis, combi-skis (skis com rodas) ou trem de pouso intermediário com pneus para tundra.
CC-138
UV-18A
UV-18B
UV-18C

## Especificações
|                        | DHC-6 Series 100                          | DHC-6 Series 300                          | DHC-6 Series 400                                                       |
| ---------------------- | ----------------------------------------- | ----------------------------------------- | ---------------------------------------------------------------------- |
| Tripulação             | 1-2                                       | 1-2                                       | 1-2                                                                    |
| Assentos               | 19                                        | 20                                        | 19                                                                     |
| Comprimento            | 15,77 m (51,7 ft)                         | 15,77 m (51,7 ft)                         | 15,77 m (51,7 ft)                                                      |
| Envergadura            | 19,8 m (65,0 ft)                          | 19,8 m (65,0 ft)                          | 19,8 m (65,0 ft)                                                       |
| Altura                 | 5,9 m (19,4 ft)                           | 5,9 m (19,4 ft)                           | 5,94 m (19,5 ft)                                                       |
| Área das asas          | 39 m² (420 ft²)                           | 39 m² (420 ft²)                           | 39 m² (420 ft²)                                                        |
| Peso vazio             | 2 653 kg (5 850 lb)                       | 3 363 kg (7 410 lb)                       | 3 121 kg (6 880 lb)                                                    |
| Peso máx. (MTOW)       | 5 246 kg (11 600 lb)                      | 5 670 kg (12 500 lb)                      | 5 670 kg (12 500 lb)                                                   |
| Velocidade máx.        | 297 km/h (160 kn) em altitude de cruzeiro | 314 km/h (170 kn) em altitude de cruzeiro | 314 km/h (170 kn) em altitude de cruzeiro                              |
| Velocidade de cruzeiro | 278 km/h (150 kn) em altitude de cruzeiro | 278 km/h (150 kn) em altitude de cruzeiro | 278 km/h (150 kn) em altitude de cruzeiro                              |
| Alcance máx. sem carga | 1 427 km (771 m.n.)                       | 1 434 km (774 m.n.)                       | 1 480 km (799 m.n.) (1 832 km (989 m.n.) com tanques de longo alcance) |
| Teto de serviço        | 7 620 m (25 000 ft)                       | 7 620 m (25 000 ft)                       | 7 620 m (25 000 ft)                                                    |
| Razão de subida        | 8,1 m/s                                   | 8,1 m/s                                   | 8,1 m/s                                                                |
| Motorização (x2)       | Pratt & Whitney PT6A-20                   | Pratt & Whitney PT6A-27                   | Pratt & Whitney PT6A-34                                                |
| Fontes                 | Viking Air                                | Viking Air                                | Viking Air                                                             |